# I Love It
I Love It è un brano del gruppo svedese Icona Pop in collaborazione con Charli XCX. Il brano, dapprima pubblicato solo in Svezia, ha ottenuto un ottimo successo a livello internazionale perché divenuto la sigla dello spin-off di MTV Snooki & JWoww e il sottofondo della pubblicità dello smartphone Samsung Galaxy S4. Fa anche parte della colonna sonora del videogioco Need for Speed: Most Wanted. Esso viene utilizzato anche come musica in ascolto in una discoteca nel quattordicesimo episodio della prima stagione di Beauty and the Beast.
Il singolo è stato inoltre nominato in rappresentanza della Svezia alla 6ª edizione dell'International Song Contest: The Global Sound 2013, dove si è classificato secondo, dietro a Scintille, di Annalisa. Ha detenuto per un breve lasso di tempo la prima posizione nelle graduatorie del Regno Unito, Paese d'origine di Charli XCX, tuttavia non è riuscito ad imporsi al vertice in Svezia, dove si è fermata al secondo posto.

## Classifiche

### Classifiche settimanali
| Classifica (2012–2013) | Posizione massima |
| ---------------------- | ----------------- |
| Australia              | 3                 |
| Austria                | 3                 |
| Belgio (Fiandre)       | 6                 |
| Belgio (Vallonia)      | 20                |
| Canada                 | 9                 |
| Francia                | 18                |
| Germania               | 3                 |
| Irlanda                | 8                 |
| Italia                 | 3                 |
| Lussemburgo            | 2                 |
| Nuova Zelanda          | 9                 |
| Paesi Bassi            | 13                |
| Regno Unito            | 1                 |
| Spagna                 | 4                 |
| Stati Uniti            | 7                 |
| Stati Uniti (dance)    | 1                 |
| Svezia                 | 2                 |
| Svizzera               | 10                |

### Classifiche di fine anno
| Classifica (2013) | Posizione |
| ----------------- | --------- |
| Italia            | 13        |